# Scirpus fragrans
Scirpus fragrans är en halvgräsart som beskrevs av Hipólito Ruiz López och Pav.. Scirpus fragrans ingår i släktet skogssävssläktet, och familjen halvgräs. Inga underarter finns listade i Catalogue of Life.